# Mattheus de Haan
Mattheus de Haan (Dordrecht, 19 oktober 1663 - Batavia, 1 juni 1729) was gouverneur-generaal van de Vereenigde Oostindische Compagnie tussen 1725-1729. Hij was vanwege zijn leeftijd meer gesteld op rust dan op actie.

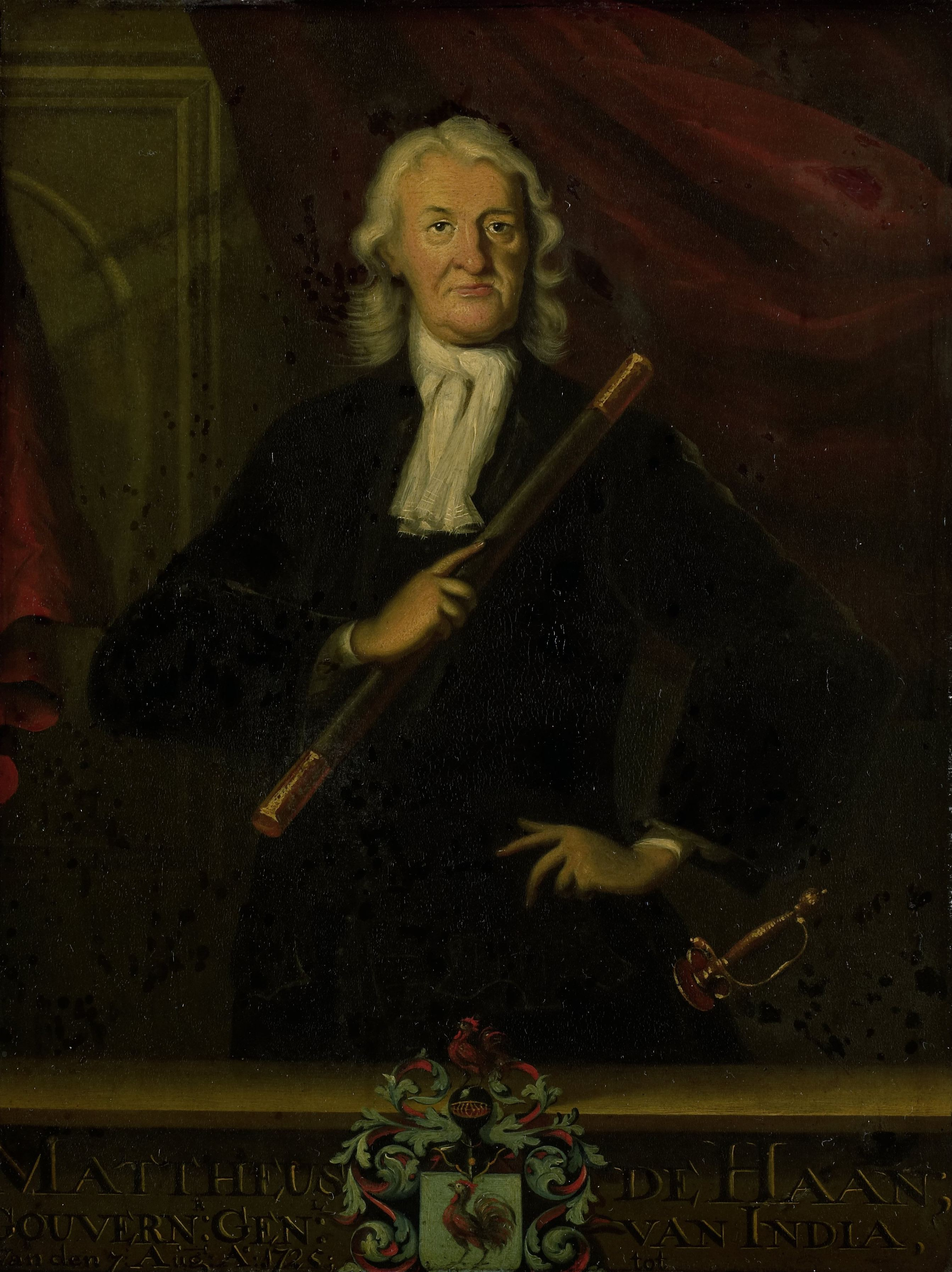

Mattheus werd geboren in Dordrecht als derde kind van Adriaen de Haen en Johanna Wijngaerden. Op 26 oktober 1671 vertrok hij naar Indië, waar zijn vader tot onderkoopman benoemd was. Mattheus de Haan doorliep de lagere rangen in Suratte. In 1698 werd hij eerste opperkoopman in Batavia. In 1700 werd hij secretaris van de Hoge Regering, in 1704 extraordinair raad van Indië op aandringen van Joan van Hoorn. In 1710 werd hij gewoon raad en in 1722 directeur-generaal. Op 16 oktober 1724 werd hij benoemd tot gouverneur-generaal met zetelplaats in Batavia. Hij nam die functie over van Hendrick Zwaardecroon op 8 juli 1725.
Kenmerken van zijn bestuur waren zijn verzet tegen de experimenten van Zwaardecroon voor het opzetten van zijdeteelt. De koffieproductie in de Preanger verliep erg goed: de koffieoogsten in de Preanger en Cheribon op Java bedroegen meer dan 4 miljoen pond. De VOC was uit op kleine omzet en grote winsten en De Haan meende dat dit een daling van de koffieprijzen in Europa tot gevolg had. Hij verlaagde de prijs die de koffieboeren kregen. Deze besloten daarop koffieplanten om te hakken. Daardoor werd er zware schade aangericht aan de koffieproductie en de koffiecultuur werd tot een vloek voor de bevolking.
Hij werd als landvoogd opgevolgd door Diederik Durven.

## Bron
Stapel, F.W. (1941) Gouverneurs-Generaal van Nederlandsch-Indië.